# Qalyub orthonairovirus
Qalyub orthonairovirus, também denominado de nairovírus Qalyub ou simplesmente vírus Qalyub, é um vírus de RNA de cadeia única de sentido negativo descoberto em um ninho de rato dentro de uma parede de uma tumba na cidade egípcia de Qalyub, em 1952. O vetor primário da transmissão é o Carios erraticus, isso faz com que o Qalyub orthonairovirus seja considerado um arbovírus. Não há evidência de doença clínica em humanos.